# Lars Thorstensson Nyberg
Lars Thorstensson Nyberg, född 20 februari 1720 i Norra Fröjdered, död 30 maj 1792 i Flo församling, Skaraborgs län,  var psalmförfattare i herrnhutisk anda och representerad i psalmboken Sions Sånger 1810.
Nyberg var en prästson. Han studerade först i Skara, sedan i Uppsala, där han prästvigdes 1742. Han reste snart till Amerika, där han tjänstgjorde i olika lutherska församlingar. Redan i Sverige hade han intresserad sig för herrnhutismen. För den skull skildes han från sin tjänst i Svenska kyrkan. Han ville återvända till Sverige 1750, men fick i London veta att var förbjudet för honom att komma hem. Han träffade i Holland greve von Zinzendorf, och blev nu pastor i Brödraförsamlingen i London och senare i Bristol. 1776 kom han slutligen till Sverige, avsade sig all förbindelse med herrnhutismen och fick tillbaka sitt prästämbete. Han blev kyrkoherde i Flo.
Redan under sin studietid hade han skrivit sånger i herrnhutisk anda. De publicerades i Sions Sånger 1743. Tillsammans med Johan Kahl och Anders Odel (Odhelius) ansvarar för över hälften av samlingens psalmer. Hans psalmer finns representerade i Finlands evangelisk-lutherska kyrkas psalmbok med sex psalmer. I Siionin virret, som är psalmbok för den finska inomkyrkliga väckelserörelsen "De väckta" (heränneet) finns 23 hans sånger. I den finlandssvenska psalmboken finns en av hans psalmer (nr. 267 Den enda glädje som jag vet). Samma psalm finns med i Svenska kyrkans finska psalmbok både på finska och på svenska, nr 730.

## Psalmer
- Arma själ som ligger säker (Sions Sånger 1810 som nr 2)
- Brist ut i tåreflod (Sions Sånger 1810 som nr 71) Finns på Wikisource.
- Förnuftets usle trälar (Sions Sånger 1810 som nr 113) Finns på Wikisource.
- Lär mig, min söte Frälsare (Sions Sånger 1810 som nr 64)
- Mäktigaste segerhjälte (Sions Nya Sånger 1743) Finns på Wikisource.
- Hör, o Herre, hjärtats böner